# Thomas West

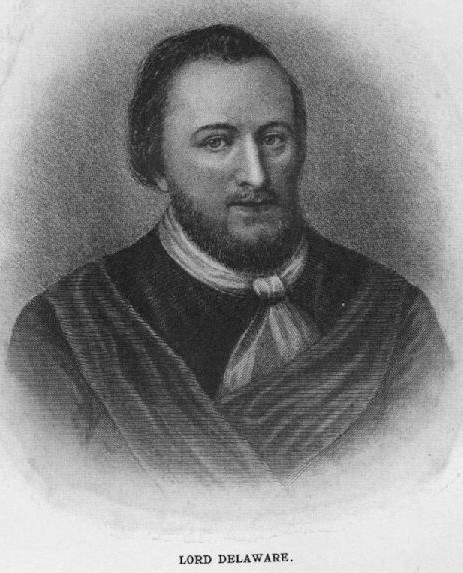
Thomas West

Thomas West, 3.er (o 12.º) Barón De La Warr o Barón Delaware (9 de julio de 1577 - 7 de junio de 1618) fue un político inglés, institutor del estado de Virginia.

## Biografía
Tras prestar servicio bajo las órdenes de Robert Devereux, II conde de Essex en los Países Bajos e Irlanda, pasó a ser miembro de la compañía de Londres. 
Después junto a 30 colonos, arribó a Jamestown y estableció dos fortalezas en la desembocadura del río James. Así, salvó de una desaparición inminente a la colonia, que tras la partida de John Smith había entrado en una profunda crisis de alimentos. En 1611 regresó a Inglaterra en busca de nuevos colonos. Allí falleció en 1618 sin regresar a América.

## Homenajes
La bahía de Delaware, el río Delaware y el estado de Delaware fueron nombrados en su honor.